# نیلس بلک
نیلس بلک (دانمارکی: Niels Blach; ۶ دسامبر ۱۸۹۳ – ۱۰ دسامبر ۱۹۷۹) بازیکن هاکی روی چمن اهل دانمارک بود.